# Macrocrates australis
Macrocrates australis is een keversoort uit de familie vliegende herten (Lucanidae). De wetenschappelijke naam van de soort is voor het eerst geldig gepubliceerd in 1934 door Luederwaldt.